# Diego Ponce de León
Diego Ponce de León (no confundir con Diego de Alvear y Ponce de León) fue un Capitán de Fragata con activa participación política en el Montevideo tardocolonial, en especial entre los sucesos ocurridos entre 1807 y 1814. Fue Capítan de Fragata de la Armada Española y Sargento Mayor de la Plaza de Montevideo durante la Revolución Oriental, organizando junto al Gobernador y posteriormente Virrey Francisco Javier de Elío, el movimiento contrarrevolucionario de los Empecinados entre 1810 y 1814.
Durante su acción como organizador de los Empecinados, tuvo una constante actividad de represión del movimiento revolucionario en la Montevideo leal a la Regencia, dirigiendo la expulsión y persecución de familias, religiosos, comerciantes y hasta miembros de la élite montevideana que apoyasen el movimiento juntista. Además de estas acciones, se le adjudica la propaganda política contra la Revolución de Mayo y la Junta Porteña, así como la difusión de ideas contrarias a los alzamientos en cafés, pulperías y en las movilizaciones ocurridas en la plaza de Montevideo.